# Kris-kros
Kris-kros (někdy psáno jako kriskros) je druh výplňky s neúplným křižováním.
Podle klasifikace Českého svazu hádankářů a křížovkářů, z. s. (ČSHAK) je možné označovat jako Kris-kros všechny úlohy, které mají obrazec ve tvaru mřížkové doplňovačky.

## Popis
Obrazec

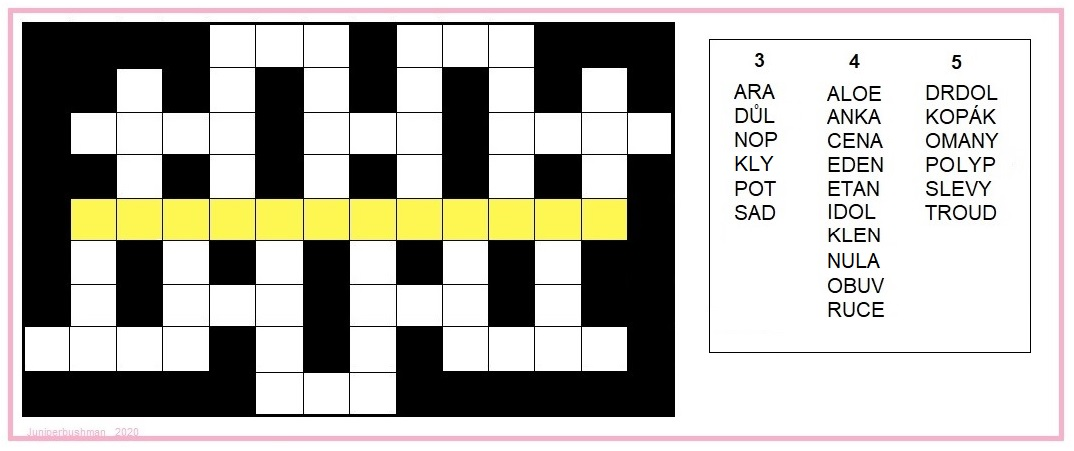
Slovní kris-kros s vyznačenou tajenkou

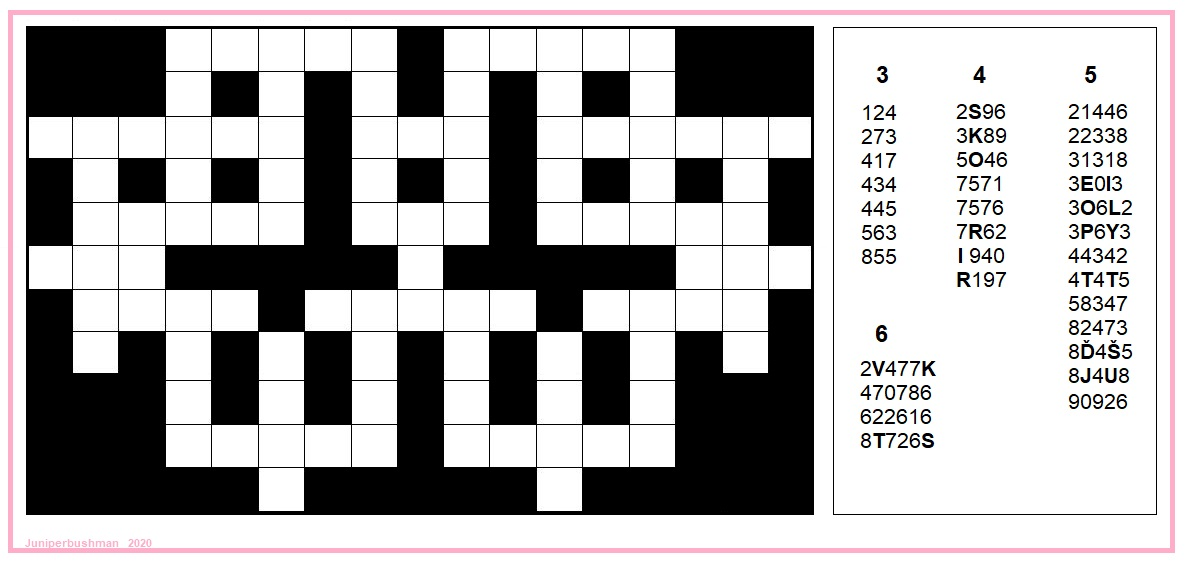
Číselný kris-kros s vloženými písmeny tajenky

Obrazec má zpravidla tvar mřížkové doplňovačky (takzvané „britské křížovky“), kde se křižují lišty s výrazy. Tajenka bývá obvykle vyznačena po jednotlivých políčkách nebo se nachází v liště, do které není zadán žádný výraz a kde se všechna políčka křižují se zadanými výrazy.
Legenda
Podle vpisovaných výrazů dělíme kris-krosy na:
- křížovky (doplňovačky) – mají standardní legendu (může být použita i obrázková legenda)
- výplňky – vpisují se zadané výrazy, které jsou v zadání seskupeny podle počtu znaků
  - slovní – jsou zadána konkrétní slova
  - číselné – jsou zadána obvykle trojmístná a vícemístná čísla, která se vkládají do odpovídajících lišt. Tajenka se převádí na písmena podle zadané tabulky.
Zvláštní variantou je zadání některých číselných výrazů, v nichž je jedna číslice nahrazena písmenem. Tyto výrazy jsou obvykle umístěny v obrazci svisle tak, že po vyplnění obrazce vytvoří tajenku čtenou po řádcích. Tajenka tak může obsahovat víc než deset různých písmen.

Luštění
Obvykle začneme tak, že vyhledáme políčka, kde se křižují nejdelší výrazy nebo výrazy, kterých je v jednotlivých skupinách podle počtu znaků nejméně, a porovnáváme znaky v nabízených výrazech na příslušných místech. Tak získáme výchozí křižování.